# Iakxi

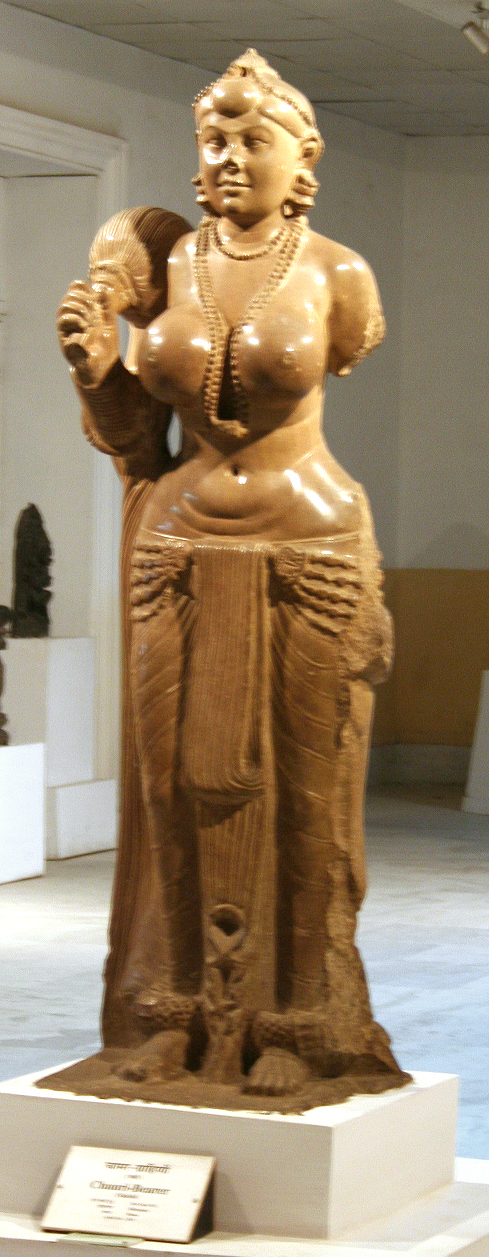
Estàtua de la iakxi de Didarganj, del (Museu de Patna, Patna, Índia)

Una iakxi (en sànscrit: याक्षिणि, també coneguda com a iakxini i iakkhini en pali) és un ésser mític de la mitologia hindú, budista i jainista.
Les iakxis són la versió femenina del iakxa masculí. Són les assistents de Kubera, el déu indi de la riquesa que governa al mític regne de l'Himàlaia d'Alaka, i són les guardianes del tresor amagat en la terra. Les iakxis es representen sovint belles i voluptuoses, amb els malucs amples i cintura estreta, espatlles amples, i pits exagerats i esfèrics.
En Uddamareshvara Tantra, es descriuen trenta-sis iakxis, inclòs els seus mantres i prescripcions rituals. En Tantraraja Tantra apareix una llista similar de iakxes i de iakxis, on diu que aquests éssers són donadors del que es desitja.
Encara que les iakxis solen ser benevolentes, també hi ha iakxis amb característiques malèvoles en el folklore indi.

## Etimologia
- Escriptura:
  - yakṣī o yakṣiṇī, en el sistema IAST (alfabet internacional per a la transliteració del sànscrit amb caràcters llatins).[nota 1]
  - यक्षी o यक्षिणी, en escriptura devanagari del sànscrit.[nota 1]
  - yakkhī (यक्खी) o yakkhiṇī (यक्खिणी) en pali.
- Pronunciació:
  - /iàkshi/ en sànscrit[nota 1] o bé
  - /iókshi/ en diversos idiomes moderns de l'Índia (com el bengalí, l'hindí, el marathi).
- Etimologia: prové del substantiu masculí iaksa. Aquest
  - pot estar relacionat amb el verb yákṣati i yákṣate (probablement) «ser ràpid» o «accelerar»; apareix així només en el cas de prayakṣ, i un cop en el cas de yakṣāmas, que possiblement és una paraula inventada per a explicar yakṣa, tal com apareix en el Ramaiana (7.4.12).[nota 1]
  - també pot estar relacionat amb el verb yakṣayate: «adorar», «honrar», tal com s'indica en el Dhatu-patha (33.19).[nota 1]

## Descripció

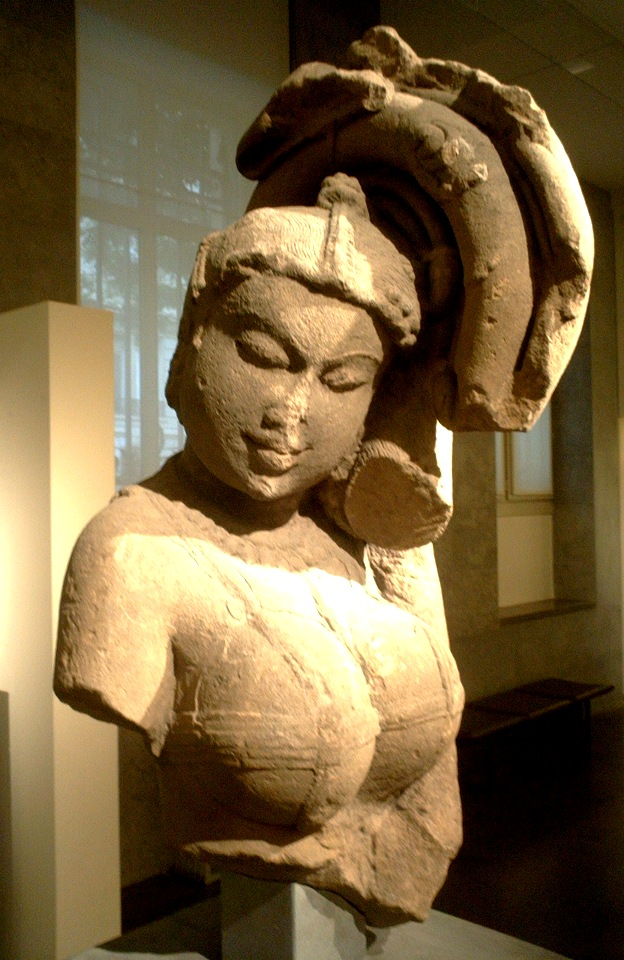
Una iakxi de Mathura (Índia) del (Museu Guimet, París, França)

Les iakxis representen la fertilitat, i el seu origen es remunta als antics ritus neolítics. Solen representar-se com belles nimfes abillades com princeses, de formes voluptuoses, amb malucs amples, cintura estreta, espatlles amples i pits grans. Generalment estan en postura tribhaṅga, on el cos realitza una triple flexió, en un moviment sinuós de gran sensualitat.
En l'art indi simbolitzen l'ideal femení de bellesa, sent imatges molt populars i de gran tradició. La seva representació, sobretot escultòrica, es troba des de l'art maurya (des del segle iii aC fins al segle i aC).
Hi ha diversos tipus de iakxis, segons la seva situació:
- vrikṣini, quan està davant d'un arbre
- ṣalabhanjika, si es gronxa en una branca d'un arbre
- gelabanari, quan es troba enroscada amb la vegetació, generalment en els pilars de l'arquitectura índia
- kanduka-krida, una princesa jugant a la pilota
- padma-gandha, una jove olorant una flor de lotus
- sanjñayi, la personificació de l'ànima
- kanya, el signe Verge al rāśi (el zodíac hinduista).
- yavani, guardianes d'un zenana (harem), armades amb llança i casc.

## Les 36 iakxis índies
La llista de les trenta-sis iakxis donada a l'Uddamareshvara Tantra és la següent:
1. Vichitra (l'estranya), que concedeix tots els desitjos.
2. Vibhrama (la de l'amor).
3. Hamsi (la del cigne), que revela el parador d'un tresor enterrat i atorga un ungüent amb el qual es pot veure a través d'objectes sòlids.
4. Bhishani (l'aterridora).
5. Janaranjika (la divertida), que dona una gran fortuna i felicitat.
6. Vishala (la dels ulls grans), que dona l'elixir alquímic.
7. Madana (la luxuriosa), que dona una píndola panacea.
8. Ghanta (la campana), que dona la capacitat d'encantar el món.
9. Kalakarni (la que té les orelles adornades amb kala).
10. Mahabhaya (la que fa gran por), que dona protecció contra la malaltia, deslliura de la por i aporta secrets alquímics, com treure els cabells blancs i els signes de la vellesa.
11. Mahendri (la del gran poder), que dona a la persona la capacitat de volar i d'anar on sigui, i el poder de comandament dels esperits dels baixos fons (patala).
12. Shankhini (la de la conquilla), que dona el compliment de qualsevol desig.
13. Chandri (la que és tan bonica com la lluna).
14. Shmashana (la del terreny cremat), que dona tresors, destrueix els obstacles i és capaç de paralitzar la gent amb una simple mirada.
15. Vatayakshini, que dona un ungüent diví i màgic.
16. Mekhala (la del cinturó d'amor).
17. Vikala, que dona el fruit desitjat.
18. Lakxmi (la de la salut), que dona els secrets de l'alquímia i el tresor celestial.
19. Malini (la de les flors), que dona el poder capaç d'aturar qualsevol arma.
20. Shatapatrika (la de les 100 flors).
21. Sulochana (la dels ull bonics), que dona el poder de permetre viatjar a gran velocitat a través dels èters.
22. Shobha, que dona el poder de gaudir plenament i aporta una gran bellesa.
23. Kapalini (la del crani), que dona el poder per anar a qualsevol lloc en els èters mentre somiem, i també per anar a qualsevol gran distància.
24. Varayakshini
25. Nati (l'actriu), que dona el tresor amagat, un ungüent alquímic i el poder del mantra ioga.
26. Kameshvari
27. El text indica que aquesta ja s'ha descrit.
28. El text indica que aquesta ja s'ha descrit.
29. Manohara (la fascinant).
30. Pramoda (la de la fragància).
31. Anuragini (la molt apassionada).
32. Nakhakeshi
33. Bhamini
34. Padmini, que segons es diu és inclosa a l'apartat (35) a continuació.
35. Svarnavati, que dona el poder per eliminar la manca ordinària de la vista mitjançant l'ús d'una pomada màgica que permet a l'usuari veure els deves, els nāgues i els esperits.
36. Ratipriya (la que segueix els amors).

## Les 24 iakxis del jainisme

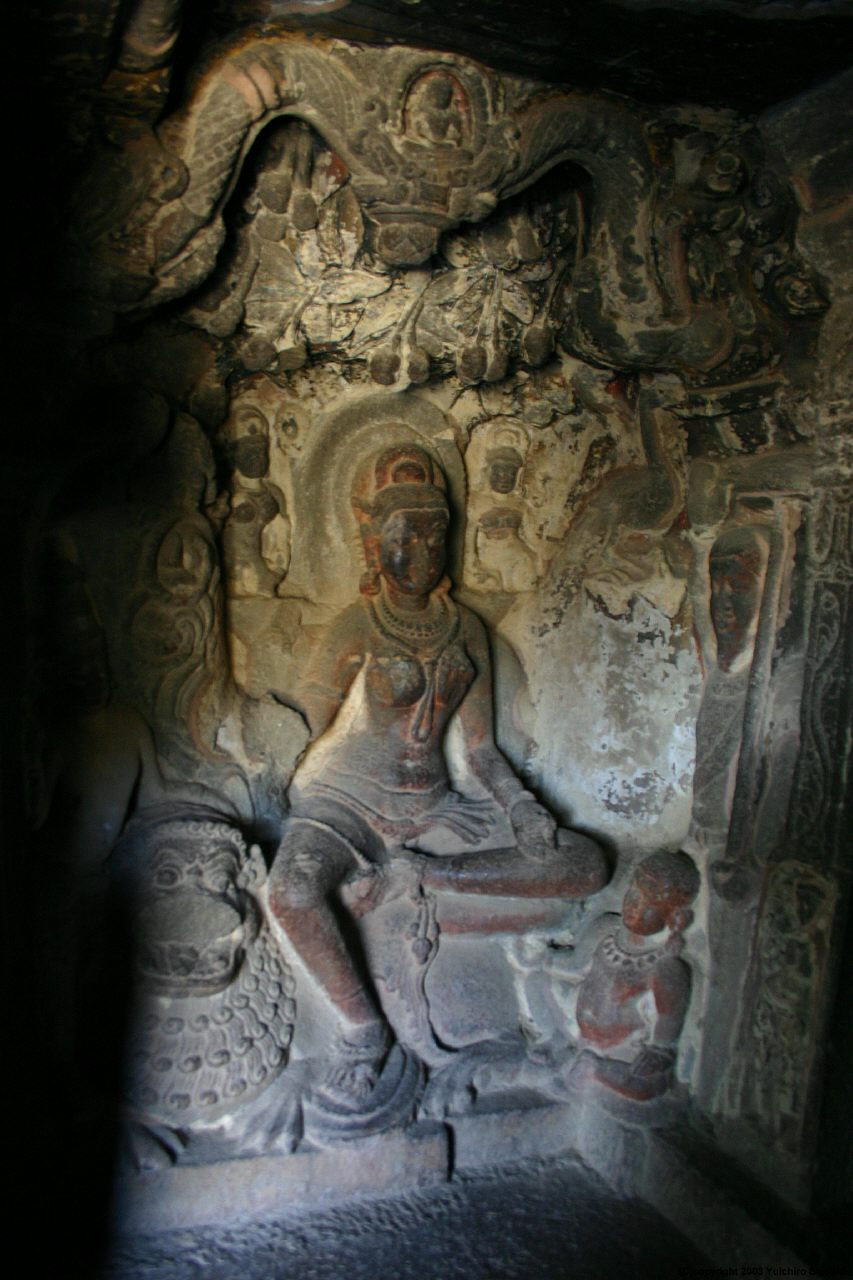
Una imatge de la iakxi jainista Ambika, a la cova 34 de les Coves d'Ellora

En el jainisme, hi ha vint-i-quatre iakxis, incloent Chakreshwari, Ambika i Padmavati, que sovint estan representades en els temples Jain.
Els noms, d'acord amb Tiloyapannatti (o Pratishthasarasangraha) i Abhidhanachintamani, són:
1. Chakreshvari
2. Rohini, Ajitbala
3. Prajnapti, Duritari
4. Vajrashrankhala, Kali
5. Vajrankusha, Mahakali
6. Manovega, Shyama
7. Kali, Shanta
8. Jwalamalini, Bhrikuti
9. Mahakali, Sutaraka
10. Manavi, Ashoka
11. Gauri, Manavi
12. Gandhari, Chanda
13. Vairoti, Vidita
14. Anantamati, Ankusha
15. Manasi, Kandarpa
16. Mahamansi, Nirvani
17. Jaya, Bala
18. Taradevi, Dharini
19. Vijaya, Dharanpriya
20. Aparajita, Nardatta
21. Bahurupini, Gandhari
22. Ambika o Kushmandini
23. Padmavati
24. Siddhayika

## Les iakxis en el budisme
En el budisme, aquestes nimfes serveixen a Vasudhara, que és el bodhisattva de la riquesa, la prosperitat i l'abundància. Se les sol adorar mitjançant una puja (ofrena), generalment en un arbre, perquè la qualitat de concedir fertilitat a tot aquell que ho sol·liciti.

## Estàtues antigues

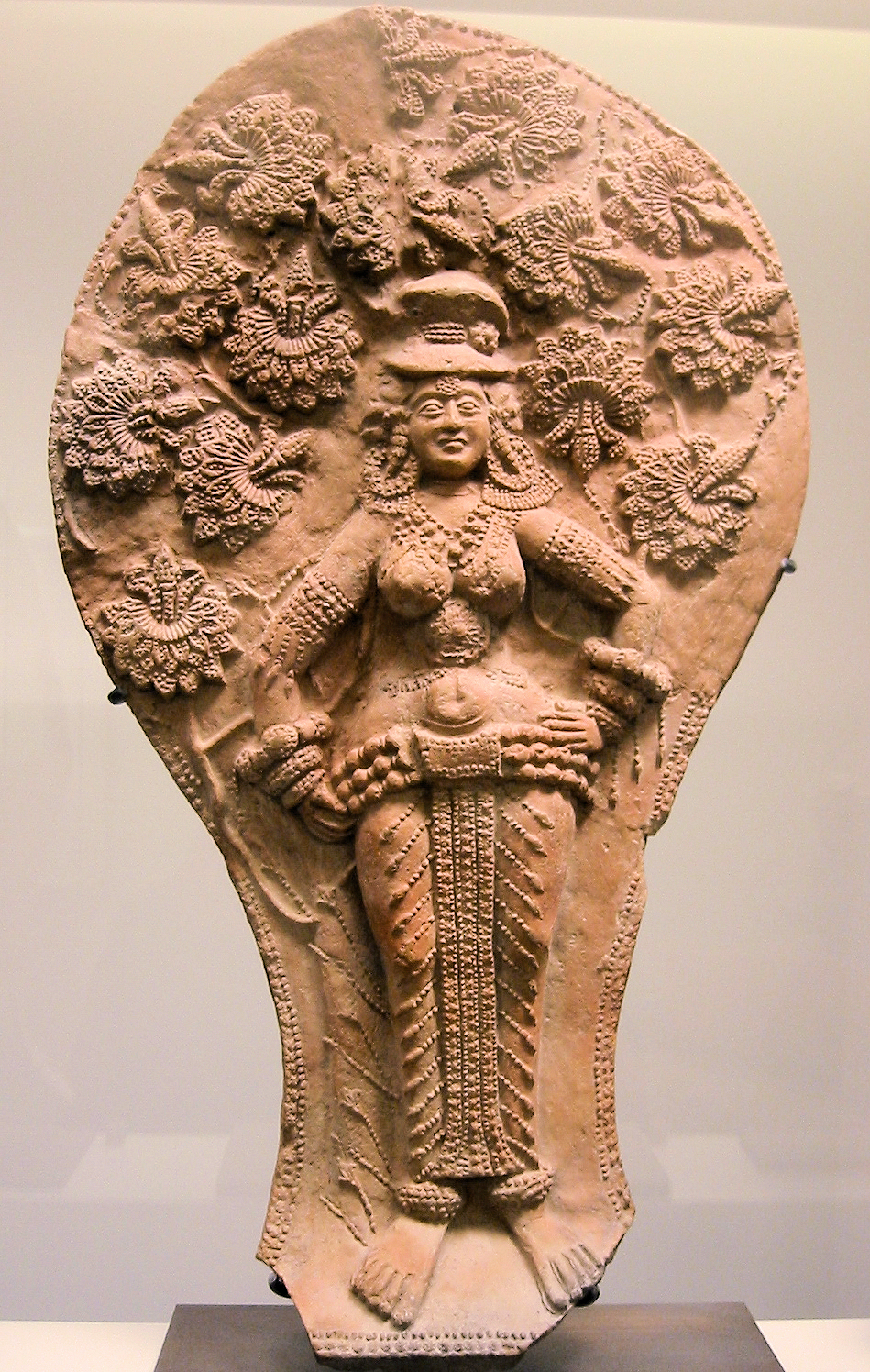
Iakxi sota un asoca florit dels -
(Sunga, Índia)

Bharhut, Sanchi, i Mathura són els tres llocs on s'han produït un gran nombre de figures de iakxis, més comunament en els pilars de barana de stupes. Aquestes mostren un clar desenvolupament i la progressió que estableix certes característiques de la figura iakxi, com la seva nuesa, la cara somrient i evidents (sovint exagerades) encants femenins que porten a la seva associació amb la fertilitat. Generalment es mostra la iakxi amb la mà tocant una branca d'un arbre, amb un posat sinuós (en sànscrit, tribhaṅga), per tant, alguns autors sostenen que la jove, als peus de l'arbre es basa en una divinitat arbòria antiga.
L'arbre asoca està estretament associat amb les iakxis. Un dels elements recurrents en l'art de l'Índia, que sovint es troben en les portes dels temples budistes i indis, és una iakxi amb el peu en el tronc i les mans que sostenen la branca d'un estilitzat asoca florit o, menys sovint, un d'altre arbre amb flors o fruits. Com a element artístic, sovint l'arbre i la iakxi estan subjectes a una profunda estilització.
Alguns autors sostenen que la jove, als peus de l'asoca, es basa en un símbol antic de la fertilitat del subcontinent indi. Les iakxis van ser importants en monuments budistes primerencs com un element decoratiu i es troben en molts jaciments arqueològics budistes antics. Es van convertir en Salabhanjika (donzelles de l'arbre sal) amb el passar dels segles, un element decoratiu estàndard en l'escultura índia en i l'arquitectura dels temples. L'antiga literatura del subcontinent indi confon sovint l'arbre sal (Shorea robusta) amb l'asoca (Saraca indica). La posició de la Salabhanjika també està relacionada amb la posició de la reina Māyā de Sakya quan va donar a llum a Gautama Buda sota un asoca en un jardí de Lumbini, mentre subjecta la seva branca.

## Les iakxis en la literatura actual
En les ficcions de terror al sud de l'Índia, especialment en la literatura malaiàlam, la majoria de iakxis no es consideren benèvoles. Elles sedueixen als homes per a matar-los.
Les següents són els personatges de ficció més prominents.

### Kalliyankattu Neeli
Una de les més famoses històries llegendàries de iakxis a Kerala és la de Kalliyankattu Neeli, una diablessa molt poderosa, que finalment va ser detinguda pel llegendari sacerdot cristià Kadamattathu Kathanar.
Les iakxis són el tema dels contes populars de Kerala, igual que la llegenda de la iakxi de Trivandrum, així com de certes pel·lícules en el cinema malaiàlam.

### Mangalathu Chiruthevi

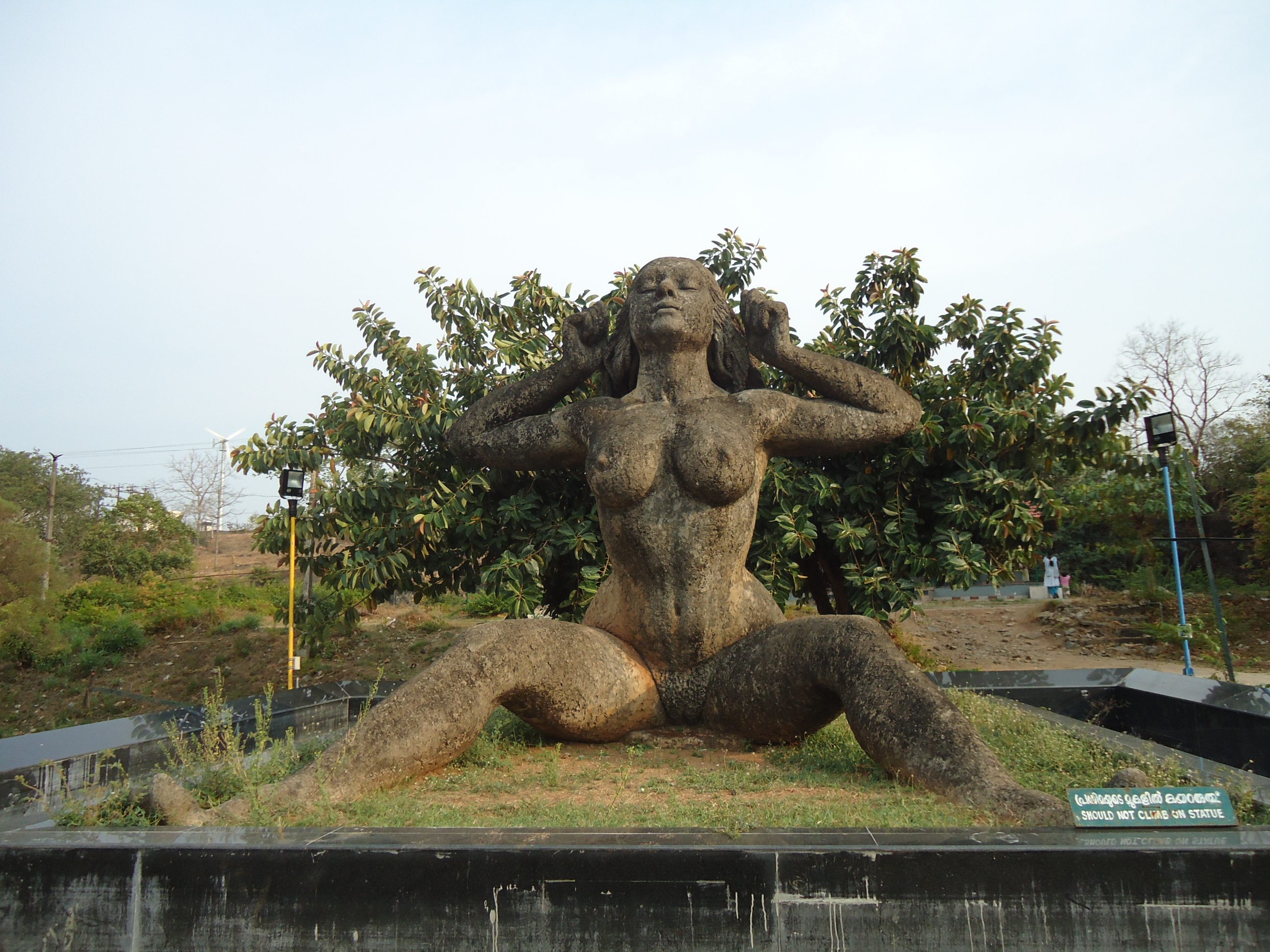
Estàtua d'una iakxi, de l'escultor indi Kanayi Kunjiraman
(Malampuzha Dam, Índia)

Una altra iakxi, menys coneguda, és Mangalathu Chiruthevi o Kanjirottu Iakxi. Va néixer en una tharavad padamangalam nair anomenada Mangalathu Kanjiracode, al sud de Travancore. Era una cortesana de bellesa enlluernadora que tenia una relació íntima amb Raman Thampi, fill del rei Rama Varma i rival d'Anizhom Thirunal Marthanda Varma.
Mangalathu Chiruthevi es va enamorar d'un dels seus criats, Kunjuraman. Kunjuraman, un pondan nair (portador de palanquí), era un home just, alt, jove i ben plantat. Ella i el seu germà Govindan l'utilitzava per a muntar a l'esquena de Kunjuraman a llocs propers. La sàdica depredadora, Chiruthevi gaudia torturant a Kunjuraman físicament i mentalment, i va fer tot el possible per separar-lo de la seva esposa. Amb el temps, Govindan i Kunjuraman es van fer amics íntims. Sovint compartien la mateixa habitació. Chiruthevi no estava molt a gust amb la creixent afició del seu germà pel seu amant, però ella no va actuar. Chiruthevi va ordir un pla per assassinar l'esposa de Kunjuraman, però Govindan va revelar els detalls de la trama a Kunjuraman. Dies després, Kunjuraman va estrangular a Chiruthevi fins a matar-la quan estaven compartint un llit. Govindan va presenciar l'assassinat i va protegir el seu estimat amic.

Entrada de la seu del Banc Central de l'Índia, amb una escultura iakxi (c. 1960) que representa la «prosperitat a través de l'agricultura»
(Delhi, Índia)

Chiruthevi va renéixer com una iakxi venjativa en Kanjiracode, i des del moment del seu naixement ja tenia una bellesa fascinant. Tot i que va seduir a molts homes i va beure la seva sang, el seu cor era pel bell Kunjuraman. Ella li va dir que estava disposada a perdonar-li si es casava amb ella. Kunjuraman es va negar rotundament. La iakxi va canalitzar totes les seves energies en turmentar-ho. Devastat, Kunjuraman va buscar l'ajuda de Mangalathu Govindan, que era un gran upāsaka del Senyor Balarama. Govindan va arribar a un compromís amb ella. Va dir a la iakxi que podria tenir Kunjuraman durant un any, sempre que s'ajustés a tres condicions: la primera d'elles era que havia de instal·lar-se en un temple després de l'any; la segona era que després de molts anys, el temple seria destruït i llavors ella hauria de buscar refugi (saranagati) al Senyor Narasimha per assolir el mokxa; la tercera era que ella havia de pregar per Govindan i la seva relació amb Kunjuraman, no només en aquesta vida sinó també en totes les seves vides posteriors. La iakxi va jurar sobre «ponnum vilakkum» que compliria amb totes les tres condicions. Un any més tard, la iakxi es va instal·lar en un temple que més tard va arribar a ser propietat de Kanjirakkattu Valiaveedu. Amb el temps, aquest temple va ser destruït. Després de prendre refugi al Senyor Narasimha, es creu que la iakxi resideix des de llavors a Kerala, al temple de Padmanabhaswamy. Les formes encantadores i ferotges d'aquesta iakxi estan pintades a la part sud-occidental d'aquest temple.

## Nota
- ^ a b c d e Vegeu l'accepció Yakshiṇī (sota l'entrada यक्ष Yakshá), que es troba en la línia 21 de la tercera columna de la p. 838 Arxivat 2018-08-24 a Wayback Machine. del Sanskrit-English Dictionary del sanscritòleg britànic Monier Monier-Williams (1819-1899).